# Laupheim
Laupheim település Németországban, azon belül Baden-Württembergben. Lakosainak száma 23 044 fő (2023. december 31.).

## Városrészei
A következő településeket beolvasztattak Laupheimba:

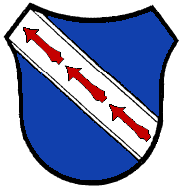
Baustetten
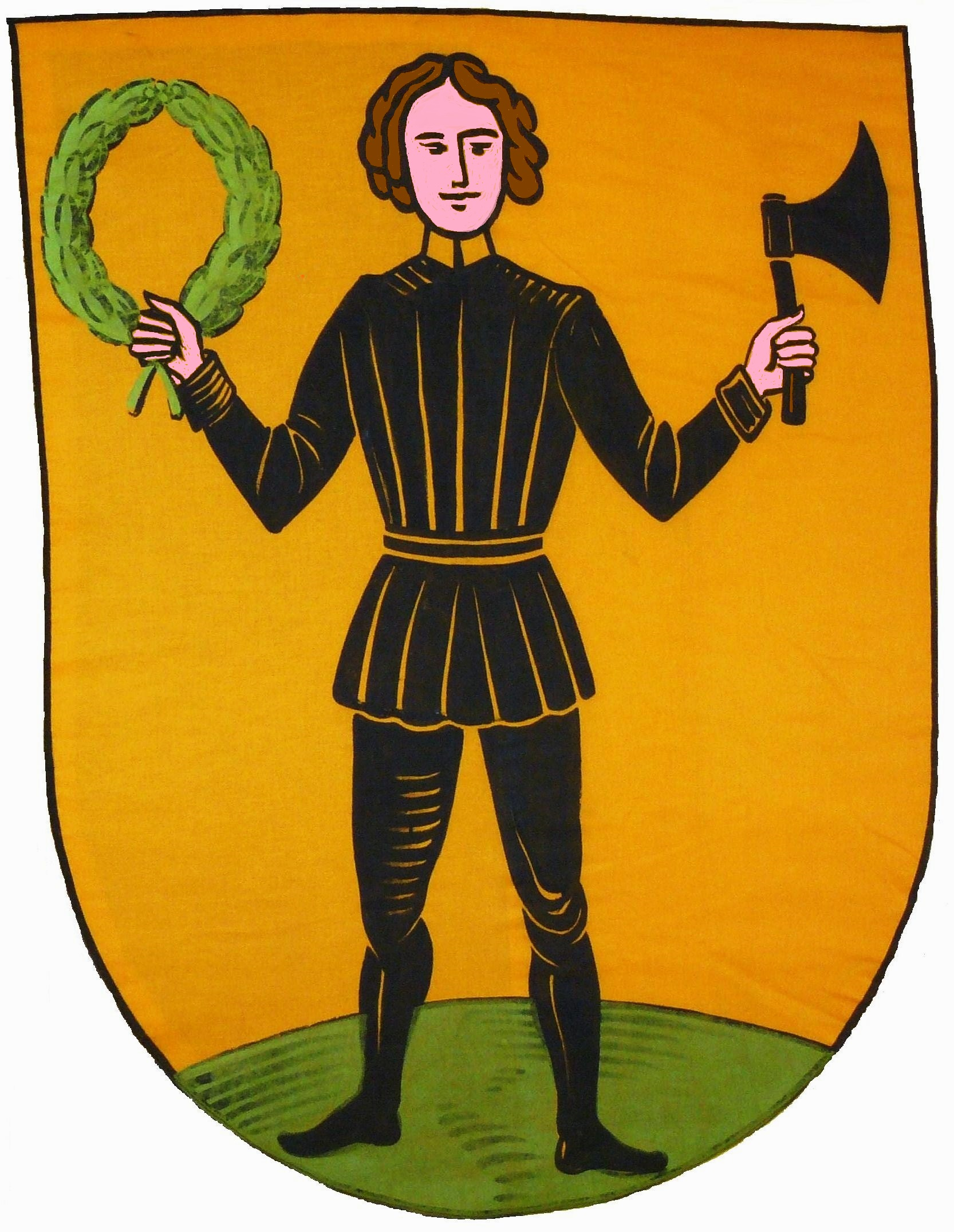
Bihlafingen (exklávé)
Untersulmetingen
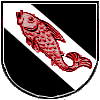
Obersulmetingen

## Története

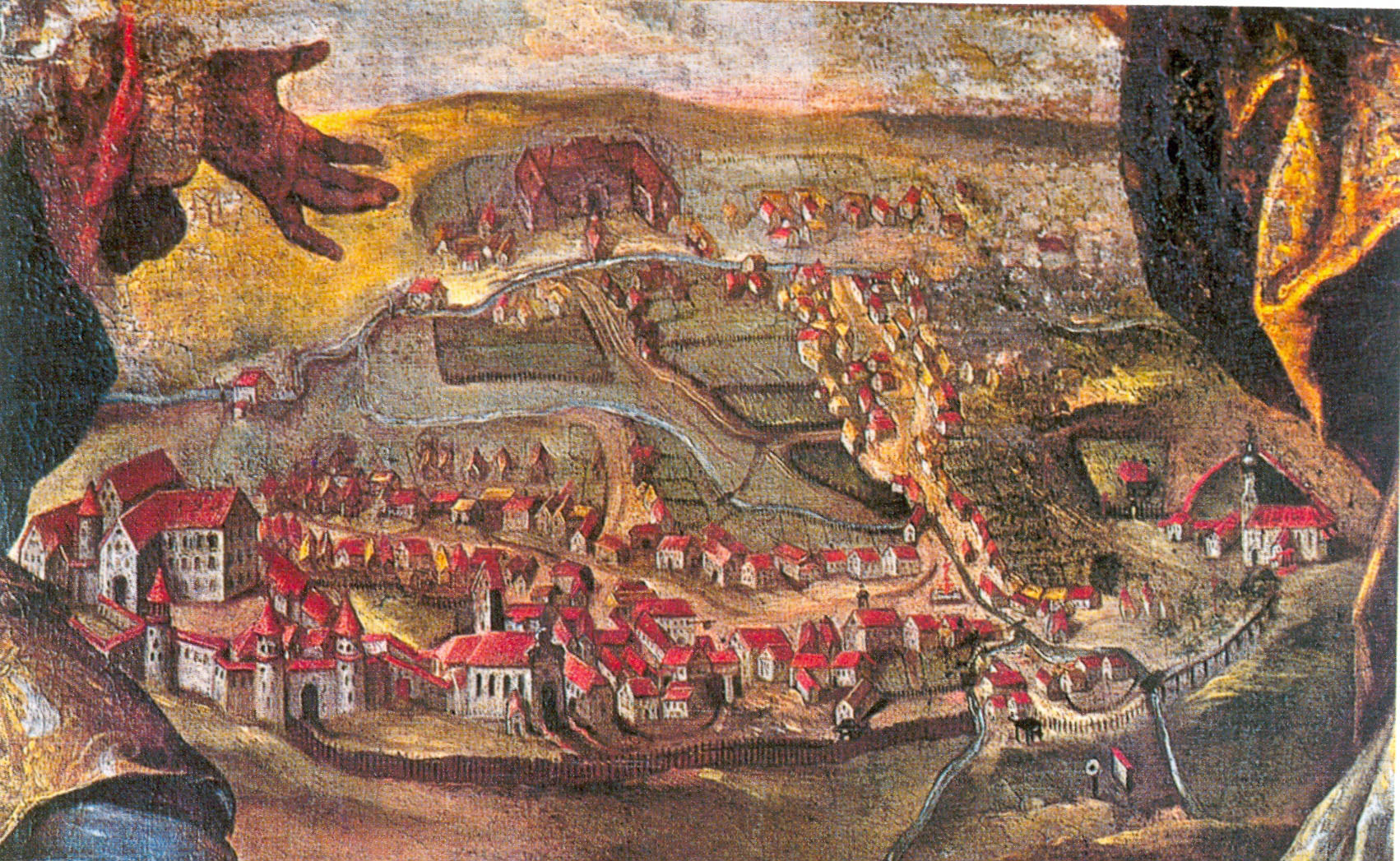
Parchim 1726-ban

Laupheim írott forrásban elsőként 778-ban tűnik fel már Loubhaim nevén.
1331 és 1806 között Elő-Ausztria része volt.

## Népesség
A település népessége az elmúlt években az alábbi módon változott:
| Lakosok száma | 11 997 | 13 642 | 14 781 | 14 970 | 15 095 | 17 447 | 18 460 | 19 251 | 20 213 | 23 044 |
|               | 1961   | 1967   | 1974   | 1980   | 1987   | 1993   | 2000   | 2006   | 2013   | 2023   |